# Solange Ferraz de Lima
Solange Ferraz de Lima (São Paulo, 20 de janeiro de 1961) é uma historiadora brasileira, professora do Departamento de História na Universidade de São Paulo. Foi diretora do Museu Paulista de 2016 a 2020.
É mestra e doutora em história social pela USP, respectivamente em 1995 e 2001. Livre-docente pelo Museu Paulista/USP em 2012. Pesquisa cultura visual e representações urbanas.
À frente da direção do Museu Paulista de 2016 a 2020, num momento em que a sede do museu estava fechada para visitação, teve como uma linha importante de sua atuação a transferência do acervo e a continuidade das atividades educativas do museu em outros espaços, como casas alugadas próximas à sede.
Em entrevista, Lima declarou que, para a reabertura do museu, em 2022, pretende eventualmente modificar o papel social do museu: "O desafio será tornar este museu um museu de história na e para a cidade de São Paulo, que não só acolha a sua diversidade social, mas que a discuta, de uma perspectiva crítica e histórica, com exposições dinâmicas e com atividades educativas pautadas pela acessibilidade e pelas facilidades do ambiente digital e interativo".
Antes de assumir a direção do Museu Paulista, trabalhou desde os anos 1990 como curadora do acervo de imagens do mesmo museu.
Em 2002, o vídeo "19th Poses", que coproduziu, com Vânia Carneiro de Carvalho e Gavin Adams, venceu o Grand Prix Cinem'Art du Court Métrage, no Festival Internacional Musées & Patrimoine. A obra baseia-se na coleção fotográfica de Militão Augusto de Azevedo.
Em 2024, recebeu o prêmio “Outstanding Professional Advancing Open Access to Cultural Heritage”, da comunidade Wikimedia (em homenagem a Effie Kapsalis), por sua atuação na parceria GLAM-Wiki do Museu Paulista com a Wikimedia Brasil. Solange foi diretora do Museu Paulista de 2016 a 2020, quando o museu esteve fechado para visitação. A parceria GLAM-Wiki foi a solução para dar acesso às coleções ao grande público, e o Museu Paulista continua sendo um de maiores parceiros, com 33.554 mídias carregadas e uma média mensal de 1.415.623 visualizações.

## Publicações
- 2014 - As imagens da imagem do SESC
- 2000 - Como tratar coleções de fotografias, com Vânia Carneiro de Carvalho e Patrícia de Filippi
- 1997 - Fotografia e cidade: da razão urbana à lógica do consumo. álbuns de São Paulo (1887-1954), com Vânia Carneiro de Carvalho.